# Bamei-Tal
Das Bamei-Tal (chinesisch 壩美 / 坝美, Pinyin Bàměi; zu deutsch etwa „schöne Ebene“) ist ein komplett von Bergen umschlossenes Tal im Kreis Guangnan in der chinesischen Provinz Yunnan.
In dem nur drei Quadratkilometer großen Tal leben rund 600 sehr sesshafte Menschen, darunter ein Dutzend kommunistische Parteimitglieder, nur wenige suchen sich einen Arbeitsplatz außerhalb.
Sie leben primitiv, fühlen sich jedoch geborgen und scheuen die außerhalb herrschende Unruhe.
Es gibt weder eine Stromleitung noch einen Fernseher, was den Wunsch nach mehr Unterhaltung in weite Ferne rückt.
In dem Tal wird von den Einheimischen Korn, Reis und Zuckerrohr angebaut.
Da die Bevölkerung hauptsächlich von der Landwirtschaft lebt, Ernteteile werden gegen Handwerksleistung getauscht, kann sich das Tal selbstversorgen.
Das einzige öffentliche Gebäude ist eine Schule für 3 Klassen, die Lehrkraft ist die einzige Person von außerhalb.
Der einzige Zugang zum Tal ist eine Flussfahrt auf dem Tuoniang durch eine Höhle.
Da die Menschen sehr isoliert sind, sind auch ihr Leben und ihre Wünsche sehr einfach. Die meisten Mädchen streben den Beruf der Lehrerin, die Jungs den des Bootsführers an.
Die Amtssprache ist Mandarin, im Alltag dominiert jedoch der örtliche Dialekt.